# Heat Transfer Research
Heat Transfer Research is een internationaal, aan collegiale toetsing onderworpen wetenschappelijk tijdschrift op het gebied van de thermodynamica. De naam wordt in literatuurverwijzingen meestal afgekort tot Heat Tran. Res. Het wordt uitgegeven door Begell House Publishing Inc.